# Monumento nacional a los Colonos de 1820
El Monumento nacional a los Colonos de 1820 (en inglés:1820 Settlers National Monument) rinde homenaje a la contribución a la sociedad sudafricana hecha por la primera gran afluencia de colonos ingleses, posee vistas a Grahamstown en el Cabo Oriental, Sudáfrica. Conmemora tanto al idioma inglés como a los propios colonos. Es un lugar para eventos de muchos tipos.
El monumento está estrechamente vinculado con el Festival Nacional de las Artes, a menudo conocido simplemente como el Festival Grahamstown. Desde la inauguración del monumento el 13 de julio de 1974, el festival se realiza allí cada año, excepto en 1975. Prácticamente todas las posibles sedes en Grahamstown se utilizan durante el festival, pero el monumento es el ancla del evento y el lugar más grande también.
El monumento fue devastado por un incendio en 1994, pero fue reconstruido y oficialmente reabierto por Nelson Mandela en mayo de 1996.